# Hintergrundbeleuchtung

LC-Display mit Hintergrundbeleuchtung

Eine Hintergrundbeleuchtung (englisch backlight) kommt bei Flüssigkristallanzeigen und -bildschirmen zum Einsatz. Sie ist hinter der Flüssigkristallanzeige angebracht, um die Informationsanzeige im Durchlicht zu betreiben. Je nach Ansteuerung der Bildsegmente wird das Licht unterschiedlich stark absorbiert, was beim Betrachter den Eindruck eines selbst leuchtenden Bildes erzeugt.

## Geschichte
In Zusammenhang mit Flüssigkristallanzeigen (Liquid Crystal Displays LCD) wurde geräteinterne Beleuchtung erstmals in elektronischen Taschenrechnern der Firma North American Rockwell, USA eingesetzt, die unter verschiedenen Markennamen wie IBICO 086 oder Lloyds 40 ab 1972 verkauft wurden. Dabei handelte es sich noch nicht um die heute übliche Hintergrundbeleuchtung für LCDs, weil diese ersten LCDs den Dynamic Scattering Mode (DSM) nutzten; dabei war die Flüssigkristallanzeige im Ruhezustand transparent und wurde bei angelegter elektrischer Spannung milchig trüb. Um die Ablesbarkeit dieser LCDs zu verbessern, wurde oberhalb des Displays eine, dem Betrachter nicht sichtbare, weiße Lichtquelle angebracht, welche schief einfallendes Licht auf der Rückseite der Anzeige erzeugte, so dass erst bei Lichtstreuung die aktivierten Ziffernsegmente durch das Streulicht als hell auf dunklem Hintergrund sichtbar wurden.
Nachdem Twisted Nematic LCDs die Dynamic Scattering Mode LCDs abgelöst hatten, ergaben sich auch bei diesen rein reflexiv, mit Umgebungslicht arbeitenden Anzeigen Ableseschwierigkeiten bei geringem oder ungünstig einfallendem Umgebungslicht. Ausgeprägt war dies bei den nun aufkommenden digitalen Armbanduhren mit TN-LCDs in der Dämmerung oder nachts der Fall, weil Flüssigkristallanzeigen selbst kein Licht erzeugen, sondern nur das einfallende Licht durchlassen oder sperren.

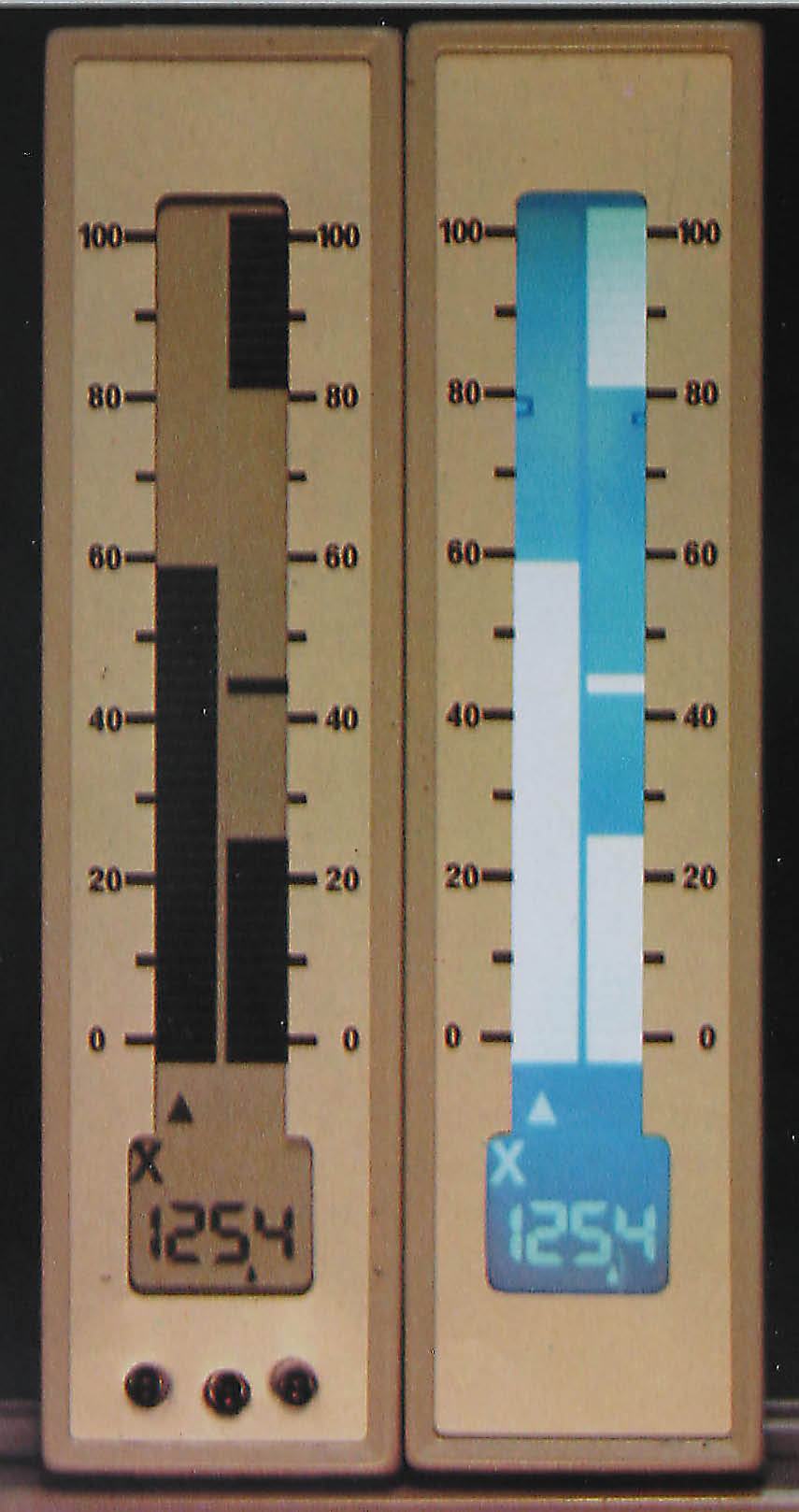
Einbaumessgerät mit LCD, reflexiv + transmissiv (mit H.)

Nach Vorarbeiten bei der Pharmafirma Roche in Basel und im Forschungszentrum von Brown, Boveri & Cie (BBC), Baden wurden in einer neu erstellten Fabrik in Lenzburg (Schweiz) ab 1974 TN-LCDs hauptsächlich für Armbanduhren in Großserie hergestellt. Im dazugehörenden Applikationslabor wurden unter der Leitung von Peter J. Wild Hintergrundbeleuchtungstechniken entwickelt. Als Resultat dieser Arbeiten entstand eine Hintergrundbeleuchtung für Armbanduhren mit einer seitlich angeordneten Punktlichtquelle und einem Lichtverteilerplättchen aus Kunststoff. Der Lichtverteiler wurde mit speziellen Beschichtungen versehen. Auf der Vorderseite zum LCD hin ermöglichte eine transflektive Schicht Beleuchtung der Flüssigkristallanzeige auf Knopfdruck hin. Vergleichbare Anordnungen werden heute in LED-Fernsehern als edge-lit bezeichnet, wobei im Gegensatz zu Armbanduhren die Hintergrundbeleuchtung dauernd notwendig ist, weil die Flüssigkristallanzeige ausschließlich im Durchlicht betrieben wird.
Zur Überwachung von industriellen Prozessen werden in sogenannten Warten Einbaumessinstrumente mit senkrechter Anzeigefläche verwendet. Bei dieser Art von Umgebungslicht sind rein reflexive TN-LCDs, wie auf der linken Seite nebenstehender Abbildung, eher schlecht ablesbar. Deshalb wurde bei BBC in den 1970er Jahren eine Anordnung mit einer Leuchtröhre (Kaltkathodenröhre vom Typ CCFL) als Lichtquelle und einem Diffusor als Lichtverteiler zur Hinterleuchtung eines TN-LCDs im Durchlicht entwickelt, die auf der rechten Seite der Abbildung zu sehen ist und vorzüglich ablesbar war.
Ab den 1990er Jahren wurden derartige Beleuchtungsanordnungen mit Kaltkathodenröhren zum Betrieb von farbigen LC-Flachbildschirmen allgemein eingesetzt, bevor Alternativen mit LEDs als Lichtquellen für LED-Fernseher entwickelt wurden und seit etwa 2011 bevorzugt werden.

## Funktionsweise
Die Hinterleuchtung soll die Bildfläche aus Flüssigkristallzellen von hinten möglichst gleichmäßig beleuchten. Bei Farbbildschirmen muss die Hinterleuchtung alle Grundfarben enthalten. Sie werden durch die Farbfilter der einzelnen Flüssigkristallzellen dann unterschiedlich stark ausgefiltert, um die gewünschten Farbeindrücke zu erzielen. Monochrome Flüssigkristallanzeigen können auch eine gefärbte Hinterleuchtung haben.

### Lichtführung

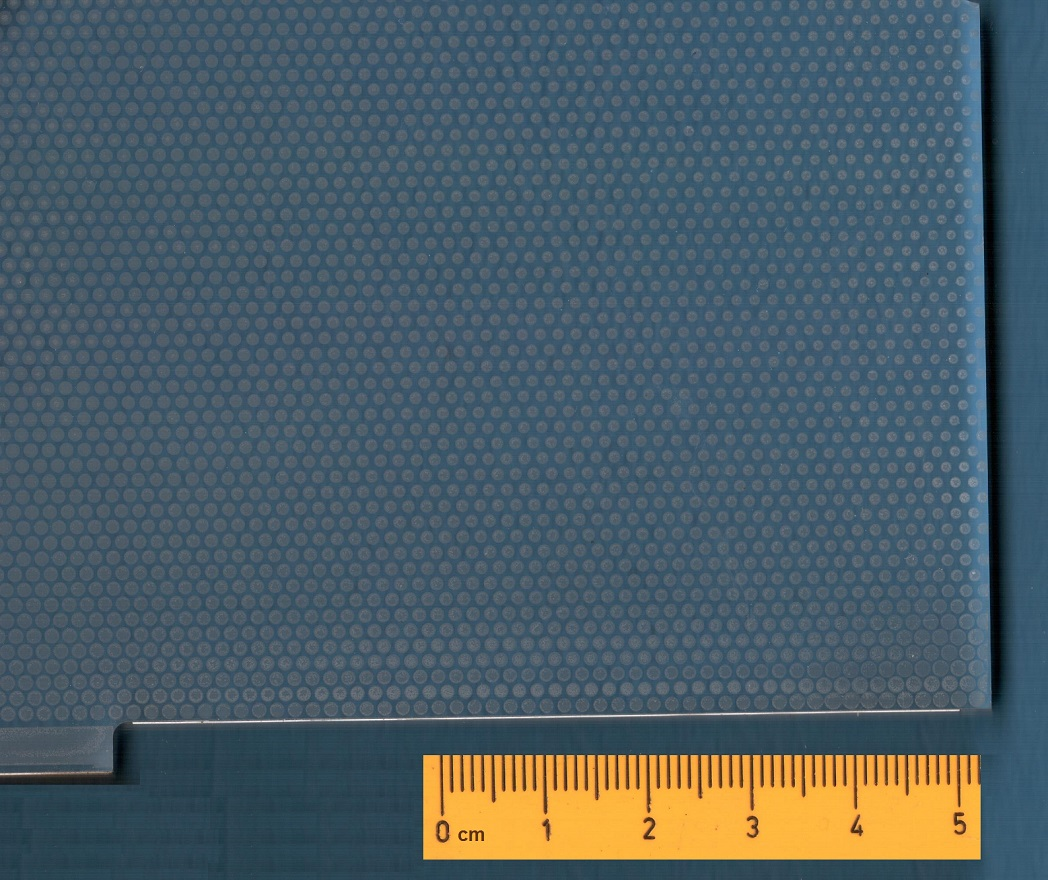
Gezielt inhomogene Extraktoren-Größe (Durchmesser der hellen Punkte) auf der Acrylplatte (6 mm dick) eines TFT, CCFL rechts

Das von punkt- oder stabförmigen Lichtquellen ausgesandte Licht muss möglichst gleichmäßig über die Fläche verteilt werden. Bei relativ kleinen Flächen wird das Licht oft an den Stirnseiten eines Lichtleiters eingespeist. In der Praxis ist der Lichtleiter eine flache Platte aus einem transparenten Kunststoff, wie etwa Acrylglas. Diese enthält Extraktoren, die das Licht aus dem Lichtleiter auskoppeln. Die Auskopplung kann durch im Lichtleitermaterial verteilte streuende Strukturen, gezielte feine Oberflächenstrukturen oder feine, aufgedruckte Muster realisiert werden. Die inhomogene Verteilung der auskoppelnden Strukturen bewirkt, dass die gleichmäßige Ausleuchtung der Fläche auch z. B. mit nur einer stirnseitig einstrahlenden Kaltkathodenröhre erreicht wird. Zur Vergrößerung der Leuchtdichte können die Lichtquellen auch an zwei oder allen vier Stirnflächen angebracht werden. Eine Hintergrundbeleuchtung nach diesem Prinzip wird englisch als edge-lit backlight bezeichnet.
Mit zunehmender Größe der Lichtquelle (und konstantem Seitenverhältnis, z. B. 16:9) wächst die Summe der Seitenlängen nur proportional zur Länge einer Seite, die Fläche dagegen quadratisch. Da die Leistung der Lichtquellen nicht beliebig gesteigert werden können, sind die edge-lit backlights hier prinzipiell begrenzt. Für größere Formate werden Konstruktionen eingesetzt, die von den bekannten Leuchtkästen abgeleitet sind. Die Lichtquellen befinden sich dabei in einer flachen Wanne, die das Licht in ihrem Innern diffus reflektiert und nur zur offenen Seite hin austreten lässt. Für Leuchtstofflampen werden oft speziell geformte Reflektoren und für LEDs Diffusorlinsen eingesetzt, damit trotz einer geringen Bautiefe der Hintergrundbeleuchtung das aus der Lichtwanne austretende Licht annähernd homogen ist. Verbleibende Inhomogenitäten der Ausleuchtung machen sich in Form von wolkigen Darstellungen (englisch Clouding) bemerkbar.

### Diffusor
Das vom Lichtleiter oder der Lichtwanne verteilte Licht hat eventuell noch eine räumliche Struktur und muss gleich verteilt werden, damit es einer absolut gleichmäßig weiß leuchtenden Fläche nahekommt. Eine einfache Lösung ist eine opal streuende Platte zwischen Lichtleiter oder Lichtwanne und LC-Bildschirm. Meist setzt man jedoch Folien ein, die das Licht effizienter homogenisieren, als es mit Opalglas möglich ist:
Von der Firma 3M wurden z. B. die sogenannten Vikuiti-Folien entwickelt, die das Licht gegenüber einem opalen Diffusor um den Faktor zwei besser ausnutzen. Diese Folien reflektieren jene Lichtanteile zurück zum Lichtleiter, die hinsichtlich Richtung und Polarisation für die Hinterleuchtung des LCD nicht geeignet ist. Dieses Licht wird im Lichtleiter gestreut, dabei in Richtung und Polarisation vermischt und gelangt erneut in Richtung LCD. Ähnlich einer geometrischen Reihe wiederholt sich der Vorgang und führt zu einer besseren Ausnutzung des Lichtes.

## Lichtquellen

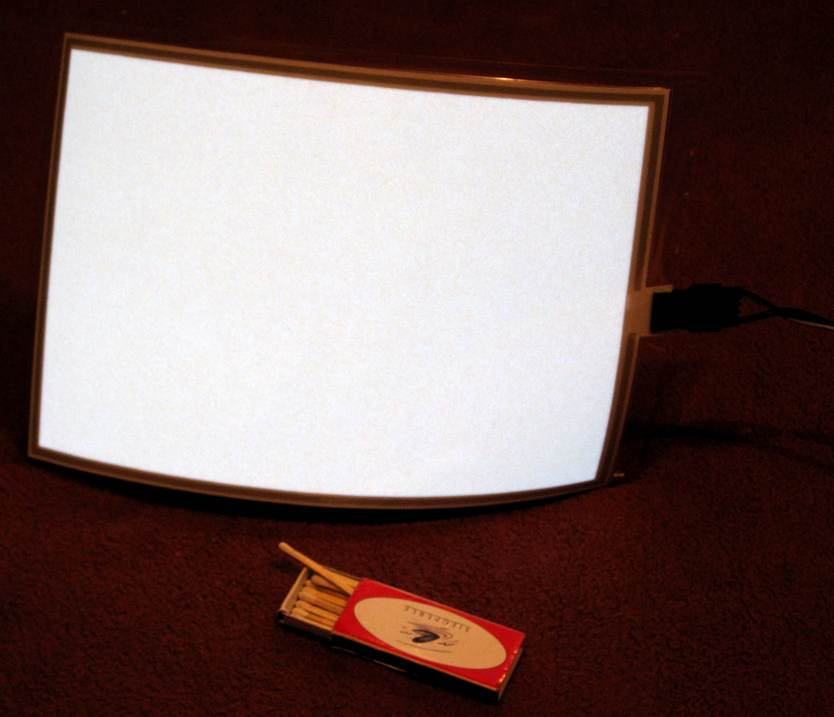
Elektrolumineszenz-Folie
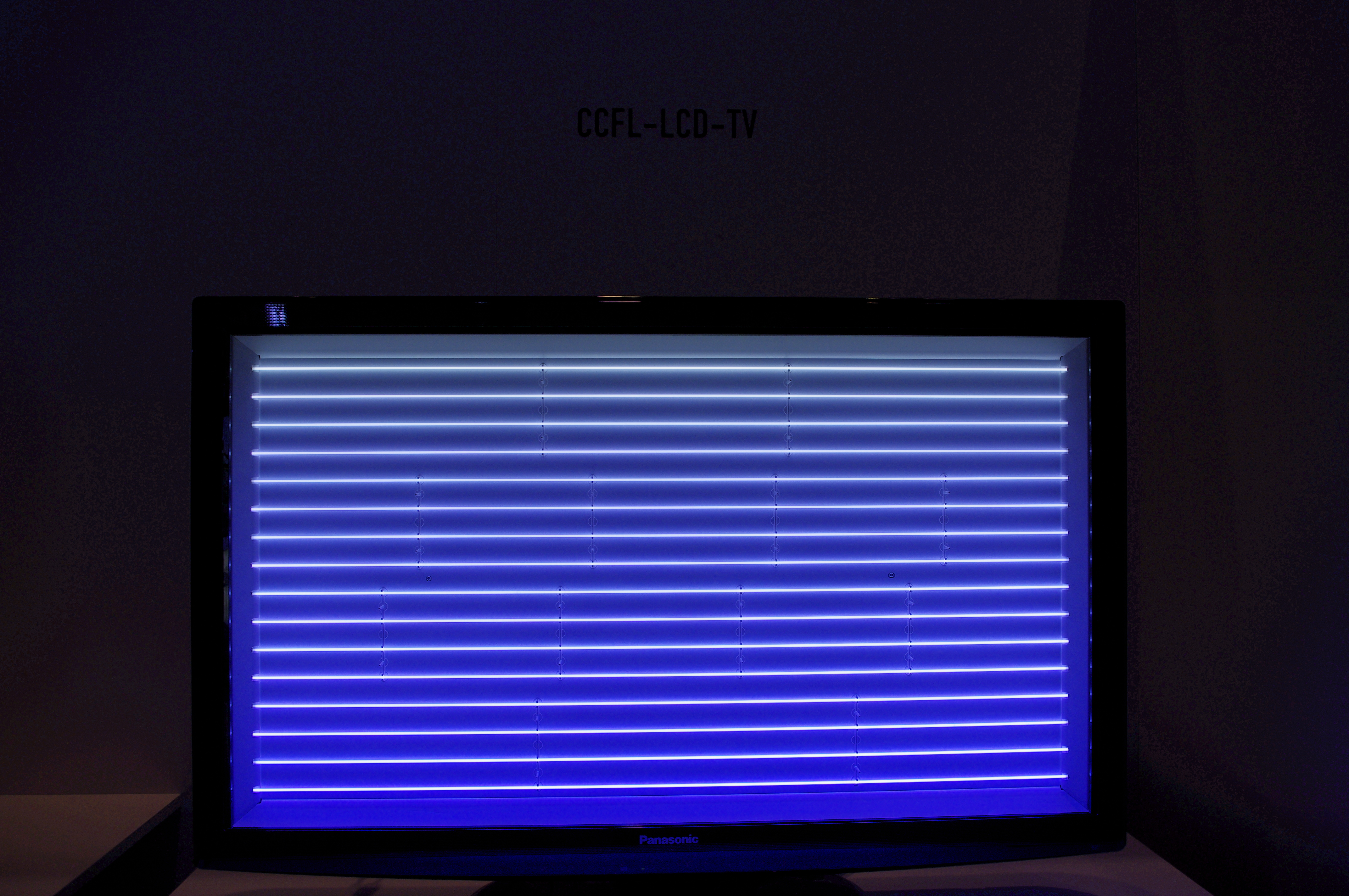
LCD-Hintergrundbeleuchtung Kaltkathodenröhren
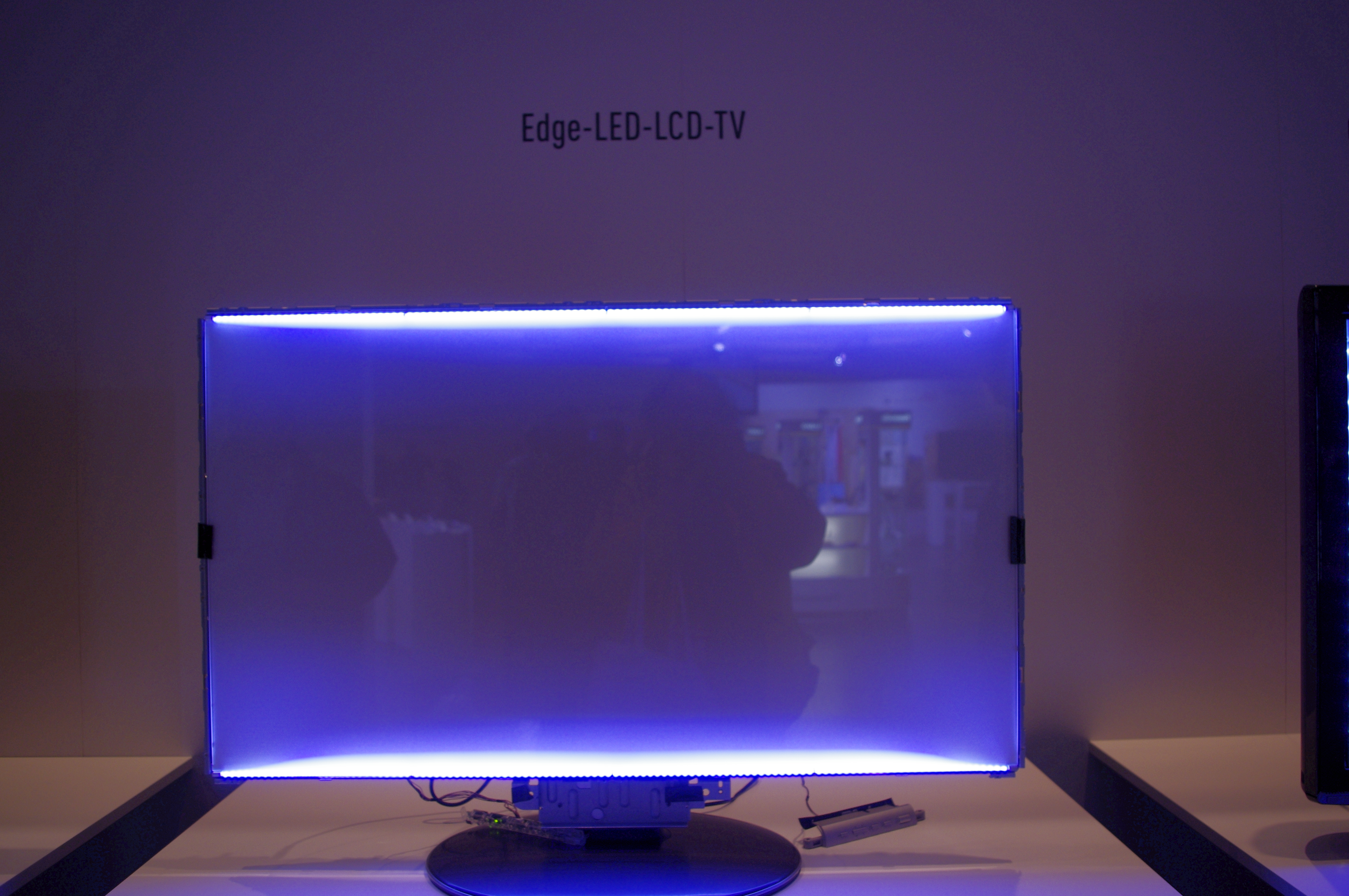
LCD-Hintergrundbeleuchtung Edge-LEDs
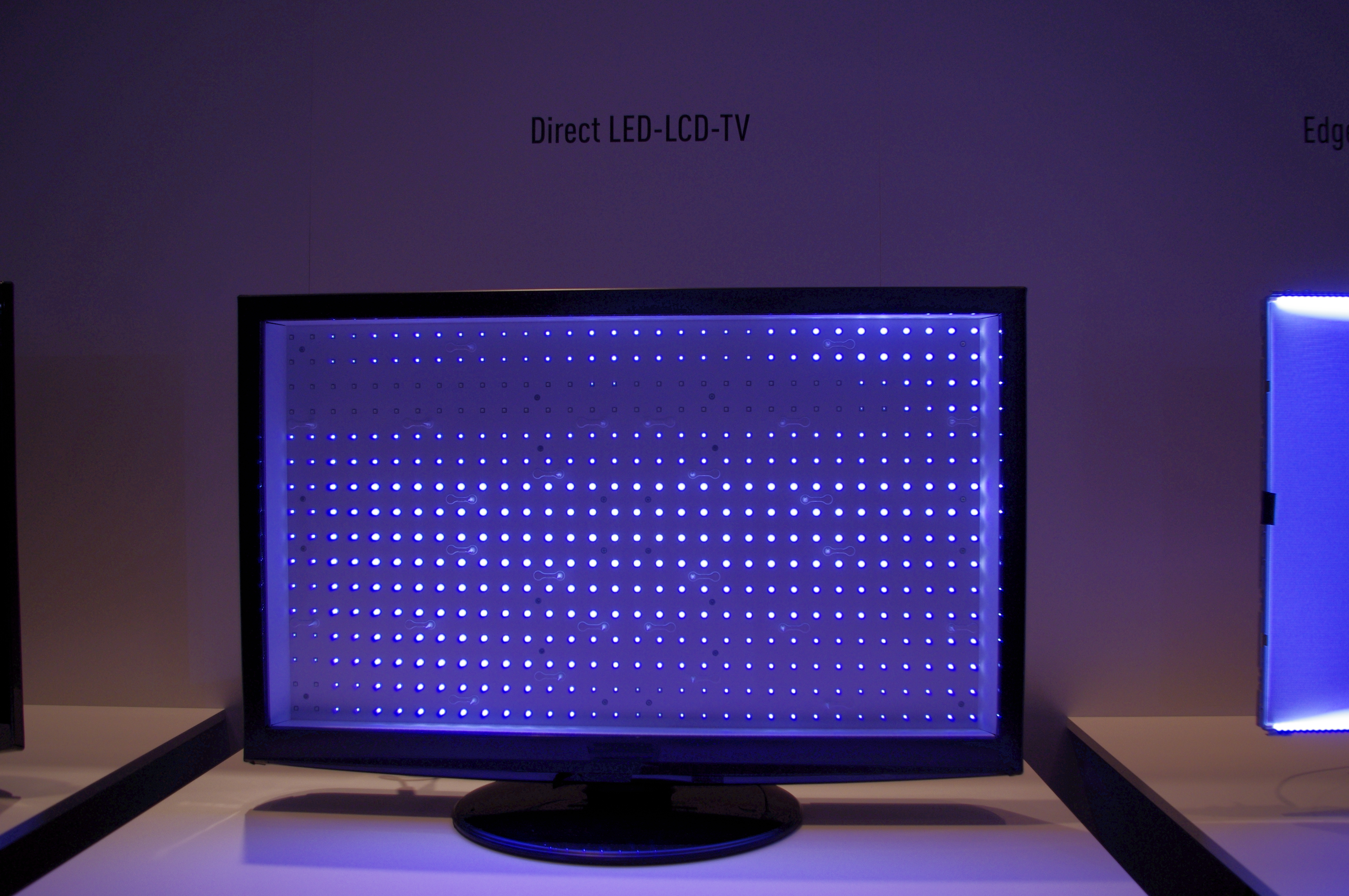
LCD-Hintergrundbeleuchtung Full-array LEDs mit Local Dimming

### Elektrolumineszenz-Folie
Die flächig leuchtende Elektrolumineszenz-Folie (EL-Folie) kam vor allem bei Uhren zum Einsatz, dort meist in blau- oder blau-grün-Tönen. Diese Art von Hintergrundbeleuchtung ist immer noch teilweise bei digitalen Weckern vorhanden, wobei sie nur in der Dunkelheit auf Knopfdruck hin aktiviert wird und eine sehr homogene, schwache Ausleuchtung der Anzeige von hinten ermöglicht.
Zur Hinterleuchtung von Fernsehern und Monitoren wurde sie aufgrund ihrer geringen Leuchtdichte, der geringen Langzeitstabilität und der im Vergleich zu CCFL-Röhren geringen Effizienz nie eingesetzt.

### Kaltkathodenröhre

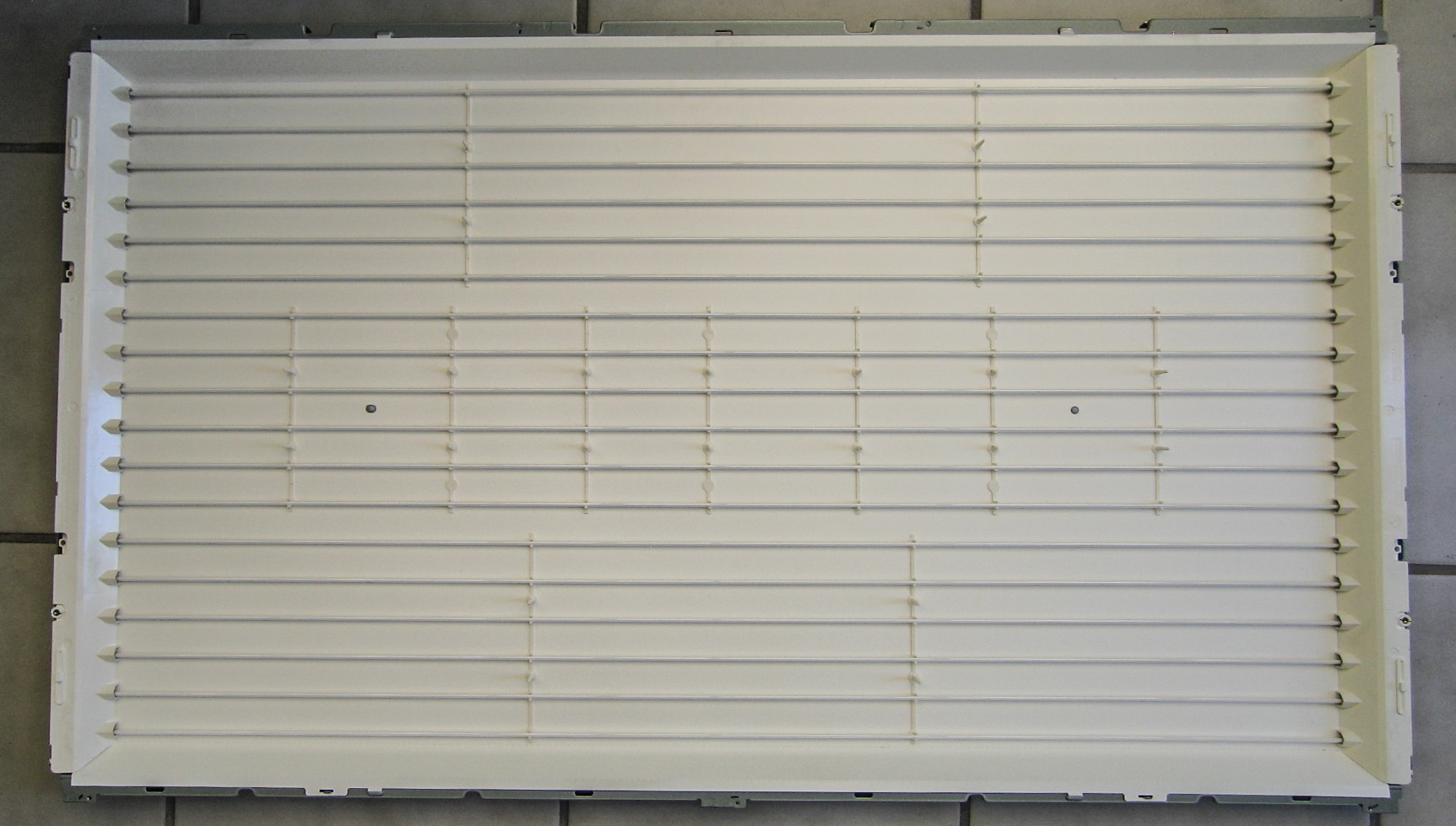
18 Leuchtröhren, je 90 cm lang, Hintergrundbeleuchtung eines 42-Zoll-Flüssigkristall-Fernsehers (LCD)

Die kompakten und effizienten Kaltkathodenröhren (Leuchtröhren) liefern im Vergleich zur EL-Folie eine bessere Lichtausbeute. Für die Ausleuchtung einer größeren Fläche müssen mehrere von ihnen parallel hinter der Bildfläche angebracht werden. Eine Streufolie verteilt das Licht der Röhren dann über die Bildfläche. Die erwünschte gleichmäßige Lichtverteilung kann nur durch einen Mindestabstand zur Bildfläche erreicht werden, wodurch Bildschirme mit Kaltkathodenröhren eine Mindest-Tiefe von etwa 35 mm haben müssen. Auch der Durchmesser der Röhren selbst lässt sich nicht beliebig verkleinern. Im Beispiel auf dem Bild beträgt der Durchmesser 3 mm. Zudem sind verhältnismäßig hohe elektrische Spannungen und Leistungen notwendig.

### Leuchtdioden

#### Hintergrundbeleuchtung
Der Einsatz vieler kleiner Punktstrahler in Form von Leuchtdioden (LED, light-emitting diode) als Hintergrundbeleuchtung hat den Vorteil, dass sie sich gezielt in der Helligkeit steuern lassen. Durch die gezielte Verringerung der Hintergrundbeleuchtung in dunkleren Bildbereichen (Fachjargon Local Dimming) erscheint das Gesamtbild kontrastreicher und der Helligkeitsabstand zwischen dem dunkelsten darstellbaren Schwarz und dem hellsten Weiß wird verbessert. Zugleich verringert sich aber der erreichbare Helligkeitswert innerhalb der abgedunkelten Bereiche erheblich, so dass z. B. helle Glanzpunkte in dunklen Bereichen mit abgedunkelt werden. Diesem Problem begegnet man durch eine immer größeren Zahl von LEDs zur Hintergrundbeleuchtung, was allerdings den Preis der Geräte deutlich nach oben treibt, denn die Steigerung der LED-Anzahl erfordert eine aufwendigere Elektronik zu ihrer Ansteuerung. Diese LED-Anordnungen werden im Fachjargon als Full-array oder Direct LED bezeichnet.

#### Edge-LEDs

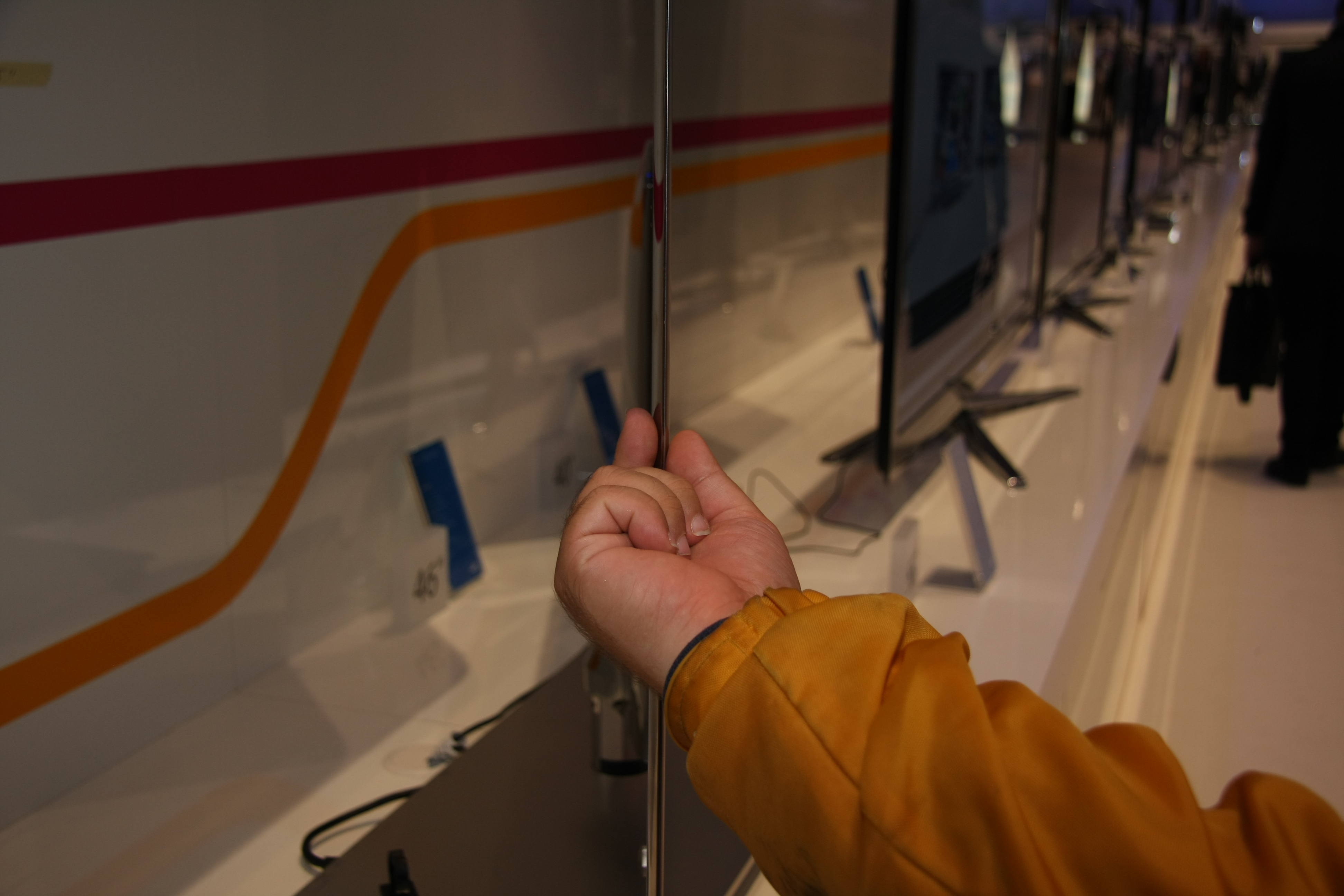
Extrem flacher LCD-TV dank Edge-LEDs

Eine besondere Form der Hintergrundbeleuchtung mit LEDs sind die sogenannten Edge-LEDs. Bei dieser Form der Hintergrundbeleuchtung werden mehrere LEDs seitlich am Rand eines Lichtleiters angebracht und deren Licht von dort über den Lichtleiter nach vorne gestreut (siehe Lichtführung). Vorteil dieser Bauform ist die sehr geringe Bauhöhe, die sich mit ihr erreichen lässt.
Anstelle mehrerer seitlich angebrachter LEDs ist eine längliche Lichtquelle beim Schweizer Jungunternehmen Light Efficient SystemS (L.E.S.S) in Entwicklung, welche eine gleichmäßigere seitliche Beleuchtung bei geringerem Energiebedarf verspricht. Dabei wird in einer hauchdünnen Fiber mit neuartiger Nanostruktur verteilt Licht erzeugt. Die Firma L.E.S.S. wurde von einer unabhängigen Jury als das beste von 100 Schweizer Jungunternehmen in den Jahren 2015 und 2016 ausgewählt.

### Sonstige Leuchtmittel
In sehr einfachen Flüssigkristallanzeigen kommen kleine Glühbirnen oder kleine Glimmlampen zum Einsatz, deren Licht über einen strukturierten und reflektierenden Hintergrund zum Betrachter gestreut wird. Theoretisch kann auch eine Planon-Lampe von Osram zur Hinterleuchtung verwendet werden, was sich aber wegen des hohen Preises und der vergleichbar dicken Bauform nicht im Massenmarkt durchgesetzt hat.

## Weitere Anwendungen
Das Prinzip der Hinterleuchtung wird u. a. auch in der Lichtwerbung benutzt, um selbstleuchtende Logos, Schriftzüge oder fotografische Aufnahmen herzustellen. Weitere Beispiele sind hinterleuchtete Klingel- und Namensschilder sowie Hausnummern. Auch hier werden meist Leuchtstoffröhren, vereinzelt jedoch auch Leuchtdioden oder Glühlampen eingesetzt. Die Ultraviolett-Filterung bzw. UV-Resistenz der Werkstoffe und Motive ist hier von besonderer Bedeutung, da die Nutzungsdauer sehr viel höher als bei elektronischen Geräten ist.
Lichttische und -kästen zur Betrachtung von Bild- und entwickeltem Filmmaterial arbeiten ebenfalls nach dem Prinzip der Hinterleuchtung.